# Franz von Walsegg
Gróf Franz von Walsegg (Stuppach bei Gloggnitz, 1763. január 17. – Stuppach bei Gloggnitz, 1827. november 11.) osztrák arisztokrata.

## Élete
Több kastélya volt a mai Alsó-Ausztria déli részén, ezek közül a székhelye Stuppachban volt, Gloggnitz közelében.
Leginkább arról ismert, hogy egy közvetítőn keresztül ő rendelte meg Wolfgang Amadeus Mozarttól a Requiemet 1791-ben, 20 éves felesége, Anna halálát követően. A gyászoló gróf, maga is csak 28 éves volt, és soha sem nősült újra. A szabadkőműves és amatőr zenész Walsegg előszeretettel rendelt műveket kortárs zeneszerzőktől, majd saját műveiként adta elő őket. Mozart Requiemjét is saját neve alatt mutatta be 1793. december 14-én, nem tudva arról, hogy az ősbemutató már 1793. január 2-án megtörtént.

## Fordítás
- Ez a szócikk részben vagy egészben  a   Franz von Walsegg című angol Wikipédia-szócikk fordításán alapul.  Az eredeti cikk szerkesztőit annak laptörténete sorolja fel. Ez a jelzés csupán a megfogalmazás eredetét és a szerzői jogokat jelzi, nem szolgál a cikkben szereplő információk forrásmegjelöléseként.
- Ez a szócikk részben vagy egészben  a   Franz von Walsegg című német Wikipédia-szócikk ezen változatának fordításán alapul.  Az eredeti cikk szerkesztőit annak laptörténete sorolja fel. Ez a jelzés csupán a megfogalmazás eredetét és a szerzői jogokat jelzi, nem szolgál a cikkben szereplő információk forrásmegjelöléseként.